# Petr Korda
Petr Korda, češki tenisač, * 22. januar 1968, Praga, Češkoslovaška.
Petr Korda je nekdanja številka dve na moški teniški lestvici in zmagovalec enega posamičnega turnirja za Grand Slam, še enkrat pa se je uvrstil v finale. Uspeh kariere je dosegel z zmago na turnirju za Odprto prvenstvo Avstralije leta 1998, ko je v finalu premagal Marcela Ríosa v treh nizih. V finale se mu je uspelo uvrstiti še na turnirju za Odprto prvenstvo Francije leta 1992, ko ga je v treh nizih premagal Jim Courier. Na turnirjih za Odprto prvenstvo Anglije se mu je najdlje uspelo uvrstiti v četrtfinale leta 1998, kot tudi na turnirjih za Odprto prvenstvo ZDA v letih 1995 in 1997. Najvišjo uvrstitev na moški teniški lestvici je dosegel 2. februarja 1998, ko je zasedal drugo mesto. Na turnirju za Odprto prvenstvo Anglije leta 1998 je bil po četrtfinalnem dvoboju proti Timu Henmanu na dopinški kontroli pozitiven na nandrolon, zaradi česar je leta 1999 dobil enoletno prepoved nastopov. Leta 2000 se je po izteku prepovedi poskušal vrniti, toda v starosti dvaintridesetih let je končal kariero.

## Posamični finali Grand Slamov (1)

### Zmage (1)
| Leto | Turnir                      | Nasprotnik v finalu | Rezultat finala |
| 1998 | Odprto prvenstvo Avstralije | Marcelo Ríos        | 6–2, 6–2, 6–2   |

### Porazi (1)
| Leto | Turnir                    | Nasprotnik v finalu | Rezultat finala |
| 1992 | Odprto prvenstvo Francije | Jim Courier         | 5–7, 2–6, 1–6   |